# Jefferson Public Radio
A Jefferson Public Radio (JPR) a Dél-oregoni Egyetem tulajdonában álló regionális rádióhálózat az Amerikai Egyesült Államokban. Az egymillió főt elérő csatornák Oregon déli és Kalifornia északi részén foghatók. A hálózat nevét 160 ezer négyzetkilométeres vételkörzetéről, a tervezett Jefferson államról kapta.
Az 1969 áprilisában indult, akkoriban tíz wattal sugárzó KSOR-t kezdetben a Dél-oregoni Főiskola hallgatói üzemeltették, majd az 1970-es évek végére a National Public Radio teljes jogú tagja lett. Az 1980-as években megkezdődött átjátszóadóinak telepítése; a csatorna állítása szerint az ország legnagyobb átjátszóadó-hálózatával rendelkezik.
Miután a KSOR üzemeltetője felfedezte, hogy vételkörzetük körülbelül Jefferson állam területére összpontosul, a rádióhálózat 1989-ben felvette a Jefferson Public Radio nevet.

## Csatornák
A hálózat csatornái a National Public Radio, a Public Radio Exchange, az American Public Media, a BBC World Service és más adók műsorát is sugározzák. A vételkörzetben élők többsége a három tematikus műsor mindegyikét hallgathatja.

### Komolyzene és hírek
A komolyzenei műsor és hírszolgáltatás volt kezdetben a KSOR profilja, ezek a teljes vételkörzetben hallgathatók. A csatornák hétköznapokon délelőttönként az NPR beszélgetős műsorait, napközben pedig komolyzenét sugároznak. Hétvégenként a WFMT komolyzenei összeállítása hallható. Korábban hajnali 2 és 5 óra között műsorszünet volt, de ma már 24 órában sugároznak.
A lefedettségi területen kívüli vételt a Mendocino városában található átjátszóadó biztosítja.
| Hívójel | Frekvencia (FM) [MHz] | Állam      | Város         | Tszf. magasság [m] | Állomásosztály | ERP [W] |
| ------- | --------------------- | ---------- | ------------- | ------------------ | -------------- | ------- |
| KHEC    | 91,1                  | Kalifornia | Crescent City | 54                 | A              | 125     |
| KLDD    | 91,9                  | Kalifornia | McCloud       | 447                | C3             | 1100    |
| KWCA    | 101,1                 | Kalifornia | Palo Cedro    | 450                | C2             | 4900    |
| KNHT    | 102,5                 | Kalifornia | Rio Dell      | 509                | C1             | 4500    |
| KNYR    | 91,3                  | Kalifornia | Yreka         | 721                | C              | 400     |
| KSOR    | 90,1                  | Oregon     | Ashland       | 810                | C              | 38 000  |
| KSRG    | 88,3                  | Oregon     | Ashland       | 410                | A              | 230     |
| KZBY    | 90,5                  | Oregon     | Coos Bay      | 150                | A              | 880     |
| KLMF    | 88,5                  | Oregon     | Klamath Falls | 659                | A              | 95      |
| KOOZ    | 94,1                  | Oregon     | Myrtle Point  | 451                | C1             | 9000    |
| KSRS    | 91,5                  | Oregon     | Roseburg      | 93                 | A              | 2000    |

### Kortárs zene és hírek
A csatornák délelőttönként beszélgetős műsorokat, délutánonként pedig indie rockot, indie popot, slágereket és americanát sugároznak. Esténként a WXPN zenei összeállítása hallható. Korábban hajnali 2 és 5 óra között műsorszünet volt, de ma már 24 órában sugároznak.
| Hívójel | Frekvencia (FM) [MHz] | Állam      | Város         | Tszf. magasság [m] | Állomásosztály | ERP [W]                               |
| ------- | --------------------- | ---------- | ------------- | ------------------ | -------------- | ------------------------------------- |
| KNCA    | 89,7                  | Kalifornia | Burney        | 629                | C0             | 30 000                                |
| KNSQ    | 88,1                  | Kalifornia | Mount Shasta  | 476                | C2             | 1200                                  |
| KSMF    | 89,1                  | Oregon     | Ashland       | 412                | C2             | 2300                                  |
| KSBA    | 88,5                  | Oregon     | Coos Bay      | 184                | C3             | 2700                                  |
| KSKF    | 90,9                  | Oregon     | Klamath Falls | 687                | C1             | - Vízszintes: 6500 - Függőleges: 2000 |

### Hírek és tájékoztatás
Ezek a csatornák sugározzák a JPR egyetlen saját gyártású beszélgetős műsorát, a The Jefferson Exchange-et, emellett az NPR műsora is hallható. Éjszakánként a BBC Világszolgálatának adását sugározzák.
| Középhullám (AM)      | Középhullám (AM) | Középhullám (AM) | Középhullám (AM) | Középhullám (AM)               | Középhullám (AM) |
| Hívójel               | Frekvencia [kHz] | Állam            | Város            | Névleges teljesítmény [W]      |                  |
| --------------------- | ---------------- | ---------------- | ---------------- | ------------------------------ | ---------------- |
| KPMO                  | 1300             | Kalifornia       | Mendocino        | - Nappal: 5000 - Éjszaka: 77   |                  |
| KMJC                  | 620              | Kalifornia       | Mount Shasta     | - Nappal: 1000 - Éjszaka: 27   |                  |
| KJPR                  | 1330             | Kalifornia       | Shasta Lake      | 1000                           |                  |
| KSYC                  | 1490             | Kalifornia       | Yreka            | 1000                           |                  |
| KRVM                  | 1280             | Oregon           | Eugene           | - Nappal: 5000 - Éjszaka: 1500 |                  |
| KAGI                  | 930              | Oregon           | Grants Pass      | - Nappal: 5000 - Éjszaka: 123  |                  |
| KTBR                  | 950              | Oregon           | Roseburg         | - Nappal: 3400 - Éjszaka: 20   |                  |
| KSJK                  | 1230             | Oregon           | Talent           | 1000                           |                  |
| Ultrarövidhullám (FM) |                  |                  |                  |                                |                  |
| Hívójel               | Frekvencia [MHz] | Állam            | Város            | ERP [W]                        |                  |
| KNHM                  | 91,5             | Kalifornia       | Eureka           | 500                            |                  |
| KHWA                  | 102,3            | Kalifornia       | Weed             | 15 500                         |                  |
| KSYC-FM               | 103,9            | Kalifornia       | Yreka            | 10 000                         |                  |

## Hálózatbővítés
A közszolgálati rádiólefedettség hiányosságai miatt 2004-ben a JPR több rádióállomást is megvásárolt. A eurekai felvásárlás vitákat szült, mert úgy gondolták, hogy a csatorna a Humboldt Állami Egyetem KHSU állomásának vetélytársa lesz. Később a KHSU is az NPR műsorát kezdte sugározni.

## Fordítás
- Ez a szócikk részben vagy egészben  a   Jefferson Public Radio című angol Wikipédia-szócikk ezen változatának fordításán alapul.  Az eredeti cikk szerkesztőit annak laptörténete sorolja fel. Ez a jelzés csupán a megfogalmazás eredetét és a szerzői jogokat jelzi, nem szolgál a cikkben szereplő információk forrásmegjelöléseként.